# Заболотье (Михайловский район)
Заболотье — деревня в Михайловском районе Рязанской области России.

## История
| Год  | Население |
| ---- | --------- |
| 1929 | 705       |
| 2007 | 24        |

В 1862 году упоминается как сельцо Заболоть.
До 1924 года деревня входила в состав Трепольской волости (Митякинской волости) Михайловского уезда Рязанской губернии.

## Население
| 1859 | 1906 | 1929 | 2010 |
| ---- | ---- | ---- | ---- |
| 175  | ↗501 | ↗705 | ↘14  |

## Этимология
Название образовано от народного географического термина заболоть (вариант заболотье), который употребляется не только в значении «за болотом, по ту сторону болота», но и «сырое, заболоченное место».